# Бектемиров, Арслан Юсупович
Арслан Юсупович Бектемиров (кум. Арслан Юсупну уланы Бектемирлени; с. Аксай, Хасавюртовский район, Дагестанская АССР, РСФСР, СССР) — российский спортсмен, специализируется по ушу. Чемпион мира и Европы по ушу, многократный чемпион России по ушу, чемпион мира по ММА. Заслуженный мастер спорта России. Служит в полиции.

## Спортивная карьера
Является воспитанником махачкалинского ДЦБИ и клуба «Возрождение», занимается под руководством Багаутдина Чаптиева. В 2006 году в Португалии стал чемпионом мира по боям без правил по версии «Панкратион». В апреле 2009 года в Воскресенске (Московская область) стал чемпионом России. В середине октября 2011 года в Анкаре стал вторым на чемпионате мира. В начале ноября 2013 года в Куала-Лумпуре стал серебряным призёром чемпионата мира. В середине ноября 2015 года неудачно выступил на чемпионате мира в Джакарте, оставшись без медали. В начале октября 2017 года в Казани стал чемпионом мира. В конце 2018 года в китайском Ханчжоу стал обладателем Кубка мира.

## Личная жизнь
По национальности — кумык. Является младшим братом боксёра и мастера ушу Меджида Бектемирова.

## Спортивные достижения
- Чемпионат мира по ушу 2011 — ;
- Чемпионат мира по ушу 2013 — ;
- Чемпионат мира по ушу 2017 — ;
- Кубок мира по ушу 2018 — ;